# Siabal Abal IV
Siabal Abal IV is een bestuurslaag in het regentschap Tapanuli Utara van de provincie Noord-Sumatra, Indonesië. Siabal Abal IV telt 631 inwoners (volkstelling 2010).